# Van Buren, Arkansas
Van Buren, Arkansas là một thành phố lớn thứ hai trong Fort Smith thủ phủ quận Crawford trong tiểu bang Arkansas, Hoa Kỳ. Thành phố có diện tích km2, dân số theo điều tra năm 2000 của Cục điều tra dân số Hoa Kỳ là 22.791 người.
Van Buren là một phần của khu vực thống kê đô thị Fort Smith, Arkansas, Oklahoma. Thành phố nằm đối diện trực tiếp phía đông bắc của Fort Smith tại ngã ba xa lộ Liên bang Interstate 40 - Interstate 540. Thành phố được thành lập năm 1842, hiện nay là thành phố lớn thứ 19 trong tiểu bang, xếp sau Sherwood.
Khu vực này đã được định cư bởi David Boyd và Thomas Martin trong năm 1818. Sau khi Arkansas đã trở thành một lãnh thổ vào năm 1819 Daniel và Thomas Phillips xây dựng một sân gỗ trong cộng đồng để phục vụ như là một kho nhiên liệu cho giao thông đường sông. Trong năm 1831 một bưu điện được xây dựng cho cộng đồng, đồng thời được biết đến như Phillips Landing. Bưu điện này được đặt theo tên các thư ký mới được bổ nhiệm của Nhà nước, Martin Van Buren.
John Drennen cùng với đối tác của mình, David Thompson, mua các diện tích 11.000 USD. Họ di chuyển kinh doanh của họ cung cấp củi cho các tàu hơi nước vào vị trí mới trên vùng đất cao hơn. Tòa án được xây dựng trên một lô đất hiến tặng bởi Drennen với điều kiện là Van Buren trở thành tâm của quận. Khu Dự trữ Drennen là một trong các địa điểm hiện có của thị trấn lịch sử từ những năm 1830. 